# アンティゴノス (ハスモン朝)
アンティゴノス（Antigonus II Mattathias, ヘブライ語: מתתיהו אנטיגונוס השני, 在位：紀元前40年 - 紀元前37年）は、古代イスラエルを統治したハスモン朝の最後の王・大祭司。アリストブロス2世の子。

## 即位前
紀元前63年、父アリストブロス2世がヨハネ・ヒルカノス2世との争いの末、ローマの将軍グナエウス・ポンペイウスにより退位させられると、父や姉妹と共にアンティゴノスはローマへ送られた。父と共に一度、脱獄してユダヤで反乱を起こしたが、鎮圧された。アンティゴノスと姉妹たちはユダヤに残ることを許された。この間、アンティゴノスの兄弟アレクサンドロスは度々ローマとヒルカノス2世に反発して反乱を起こしていたが、アウルス・ガビニウスに敗北した。
紀元前49年、ガイウス・ユリウス・カエサルがローマで実権を握ると、カエサルはアリストブロス2世を釈放してユダヤに向かわせたが、ポンペイウス派に毒殺された。アレクサンドロスもポンペイウスの命令でアンティオキアで斬首された。アンティゴノスは、ポンペイウス没落後、ヒルカノスとその右腕アンティパトロスをカエサルに訴えたが、聞き入れられなかった。

## パルティアとの同盟と王権奪取
紀元前40年、アンティゴノスはパルティアと同盟し、王位奪取を狙った。パルティアの太守バルザフラネス、王子パコロスはアンティゴノスの求めに応じてシリアへ進出した。アンティパトロスの息子ヘロデとファサエロスはアンティゴノス軍を迎撃したが、パコロスに騙されたファサエロスとヒルカノス2世はバルザフラネスのもとへ出かけ、捕らえられてしまった。ヘロデは親族を連れてエルサレムを脱出し、マサダ、次いでエジプト経由でローマへ亡命した。パルティア軍はエルサレムを占領して略奪し、アンティゴノスを王位に就けた。アンティゴノスはヒルカノスの両耳を斬り落とし、大祭司へ復位できないようにした。ファサエロスは自害した（毒殺ともいわれる）。

## 死とハスモン朝の終焉
紀元前40年頃、ヘロデはマルクス・アントニウスの支援を取り付け、元老院でユダヤの王に指名され、シリア経由でユダヤへ向かった。ヘロデはマサダに残る親族を救出し、エルサレムに迫った。ヘロデの弟ヨセフスが戦死するなど激しい戦闘が続いたが、シリア総督ソッシオスの援軍もあってヘロデ側に戦況は優位になった。紀元前37年9月、エルサレムは陥落し、アンティゴノスはソッシオスに降伏した。アンティゴノスは助命を嘆願したが、ソッシオスは彼を「アンティゴネー」（アンティゴノスの女性名）と呼んで嘲笑し、捕縛した。アンティゴノスは、アントニウスに引き渡されるべくアンティオキアに送られ、斬首された。アンティゴノスの死後、ヘロデがヘロデ朝を開き、ハスモン朝は滅亡した。